# Eilema colon
Eilema colon är en fjärilsart som beskrevs av Moeschler 1872. Eilema colon ingår i släktet Eilema och familjen björnspinnare. Inga underarter finns listade i Catalogue of Life.